# Kosmické centrum Tanegašima

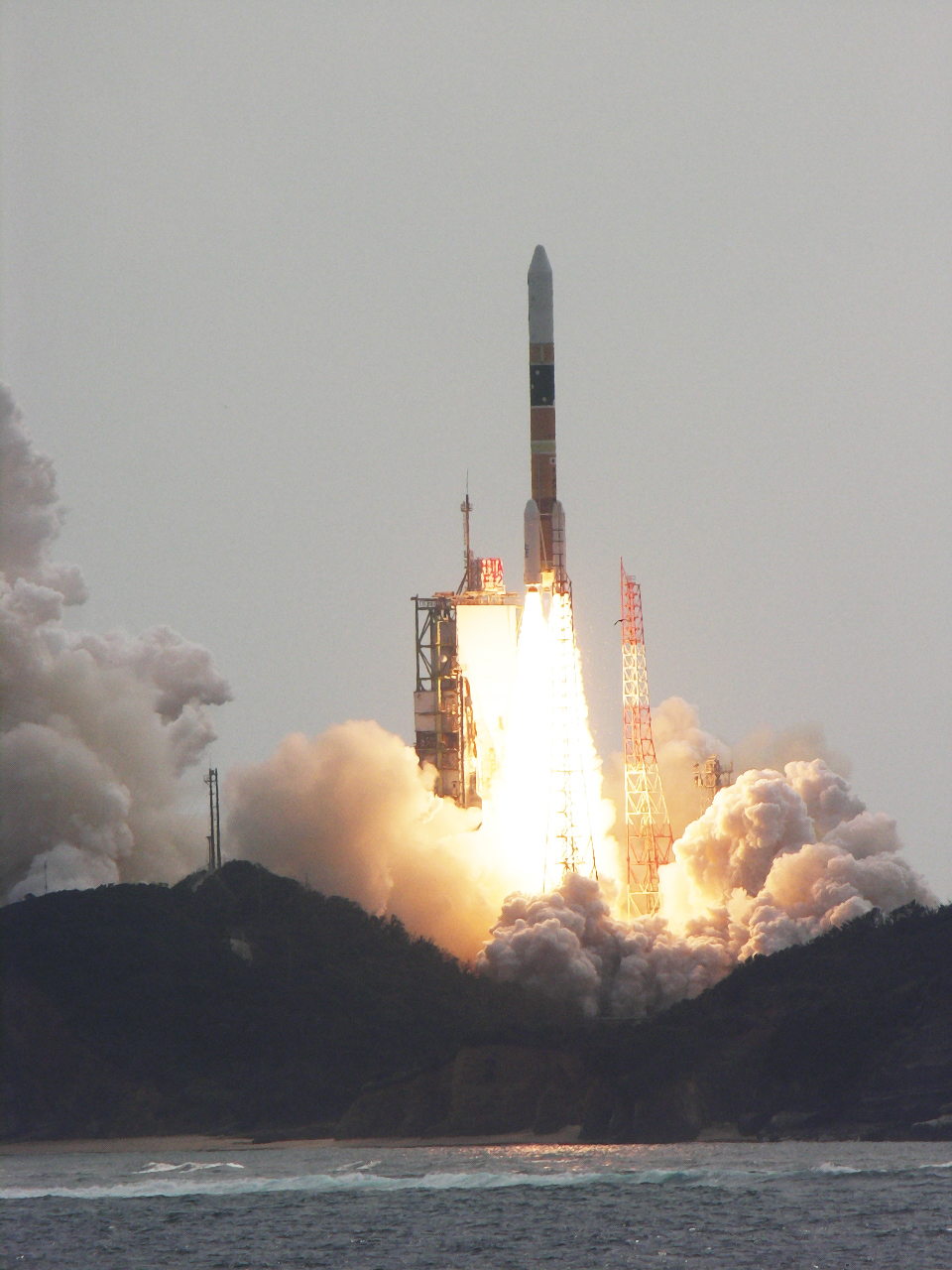
Start rakety H-IIA z kosmodromu Tanegašima

Kosmické centrum Tanegašima (japonsky 種子島宇宙センター, Tanegašima učú sentá; anglicky Tanegashima Space Center a zkráceně též TNSC) je japonský kosmodrom vesmírné agentury Japan Aerospace Exploration Agency.

## Základní údaje
Rozprostírá se na jihovýchodním pobřeží japonského ostrova Tanegašima na souřadnici 30°24' s.š. a 130°58' v.d. Byl vybudován v letech 1966 - 1968 jako základna pro vypouštění japonských sondážních, výzkumných a nosných raket N-I, N-II, H-I, H-II s družicemi a sondami.
První, původní japonský kosmodrom Kagošima učú sentá umožňoval starty jen menších raket, a proto japonský Úřad pro kosmický výzkum NASDA rozhodl vybudovat kosmodrom nový jižně od ostrova Kjúšú. Hornatý ostrov Tanegašima je dlouhý asi 60 km, široký max. 15 km.
Do provozu byl uveden 17. září 1968 startem sondážní rakety SB-IIA8.

## Vybavení
Kosmodrom o rozloze 9,7 km² zahrnuje tři startovní komplexy: Takesaki Range pro malé sondážní rakety, Osaki Range pro nosné rakety řady J-I a H-IIA a Yoshinobu se dvěma rampami pro nosné rakety řady H. Střelecký sektor míří východním až jihovýchodním směrem nad Tichý oceán.
V prostorách kosmodromu jsou umístěné pozorovací a komunikační stanice Matsuda, radarové stanice Nogi Radar Station, Uchugaoka Radar Station a optické pozorovací zařízení. V areálu kosmodromu jsou kromě dalších objektů také testovací stanoviště pro zkoušky motorů všech typů, zejména typů LE-7A používaných pro nosné rakety H-IIA.
Komplexu je předpovídána velká budoucnost neboť v Japonsku je vesmírnému výzkumu věnováno stále více financí. Celý komplex je přístupný široké veřejnosti s výjimkou dnů, kdy jsou prováděny zkoušky motorů. V areálu je k možné navštívit Space Exhibition Hall, kde je umístěná rozsáhlá expozice věnovaná kosmickému výzkumu.

## Kontakt
Adresa: Mazu, Kukinaga, Minamitane-machi, Kumage-gun, Kagoshima 891-3793